# Phyllodoce pettiboneae
Phyllodoce pettiboneae är en ringmaskart som beskrevs av Blake 1988. Phyllodoce pettiboneae ingår i släktet Phyllodoce och familjen Phyllodocidae. Inga underarter finns listade i Catalogue of Life.